# Kallimachos (Stratege)
Kallimachos (altgriechisch Καλλίμαχος Kallímachos), zur Unterscheidung von einem gleichnamigen Vorfahren auch Kallimachos II., gehörte zur höchsten Funktionärsschicht der Ptolemäer im 1. Jahrhundert v. Chr. Er war Stratege (74/73 bis 39 v. Chr.) und Epistratege (62 bis 39 v. Chr.) der Thebais in Ober-Ägypten.

## Leben

Stele zu Ehren des Feldherrn Kallimachos, Darstellung von Kleopatra VII. und Ptolemaios XV., 39 v. Chr., aus Theben, Karnak. Museo Egizio, Turin.

Detail des oberen Teils der Stele zu Ehren des Feldherrn Kallimachos. Museo Egizio, Turin.

Kallimachos entstammte einer alteingesessenen Familie Oberägyptens, die dort großen Einfluss besaß. Der Hof zu Alexandria dürfte gute Kontakte zu dem inschriftlich häufig erwähnten Kallimachos unterhalten haben und verlieh ihm den bedeutenden Hofrangtitel eines Syngenes. Er führte nicht nur den Strategentitel für die Thebais, sondern auch für das Rote und Indische Meer.
Besonders interessant ist ein erhaltenes, auf Griechisch und Demotisch verfasstes Ehrendekret der Amon-Priester und des Volkes von Theben für Kallimachos. Es wurde in eine wiederverwendete Königsstele des Neuen Reichs aus Karnak gemeißelt, stammt etwa aus der Zeit zwischen 44 und 39 v. Chr. und wurde dem Strategen verliehen, weil er den Wiederaufbau Thebens nach dessen Zerstörung bei einer Rebellion in den 80er Jahren v. Chr. sehr gefördert, sodann in den 40er Jahren v. Chr. zur Bewältigung einer Hungersnot und Seuche beigetragen und schließlich eine Erneuerung der göttlichen Kulte für die traditionsbewussten Südägypter durchgeführt hatte. Für diese Leistungen wurde er mit dem Ehrentitel „Retter“ (Soter) Thebens bedacht. Gut sichtbar sollten Statuen von Kallimachos im Tempel des Gottes Amonrasonther und an anderen Plätzen der Stadt aufgestellt und sein Geburtstag mit ihm gewidmeten Festen begangen werden. Solche Ehrungen erhielten sonst nur Könige. Die Namen der ägyptischen Herrscher, Kleopatra VII. und ihres Sohnes Ptolemaios XV., werden nur eingangs in der Datierung erwähnt, fehlen aber ansonsten. Somit wurde Kallimachos, der offenbar wegen mangelnder Initiative der Regierungszentrale in Alexandria selbständig im Interesse Thebens gehandelt hatte, von dessen Einwohnern anstelle von Kleopatra als Wohltäter verehrt.
Ende der 40er Jahre v. Chr. herrschten in ganz Ägypten Hungersnöte und Seuchen wegen ungenügender Nilschwemmen. Kleopatra musste diese Naturkatastrophen einzudämmen versuchen und daher scheint sie die nahezu königliche Ehrung des Kallimachos mit an und für sich nur Herrschern zustehenden Epitheta nicht weiter gestört zu haben. Wichtiger war für sie die offenbar große Loyalität der – quasi semiunabhängig regierenden – Strategen in Oberägypten wie Kallimachos und die Unterhaltung guter Beziehungen zur dortigen Priesterschaft.